# Ariana Afghan Airlines
Pour les articles homonymes, voir Ariana (homonymie).

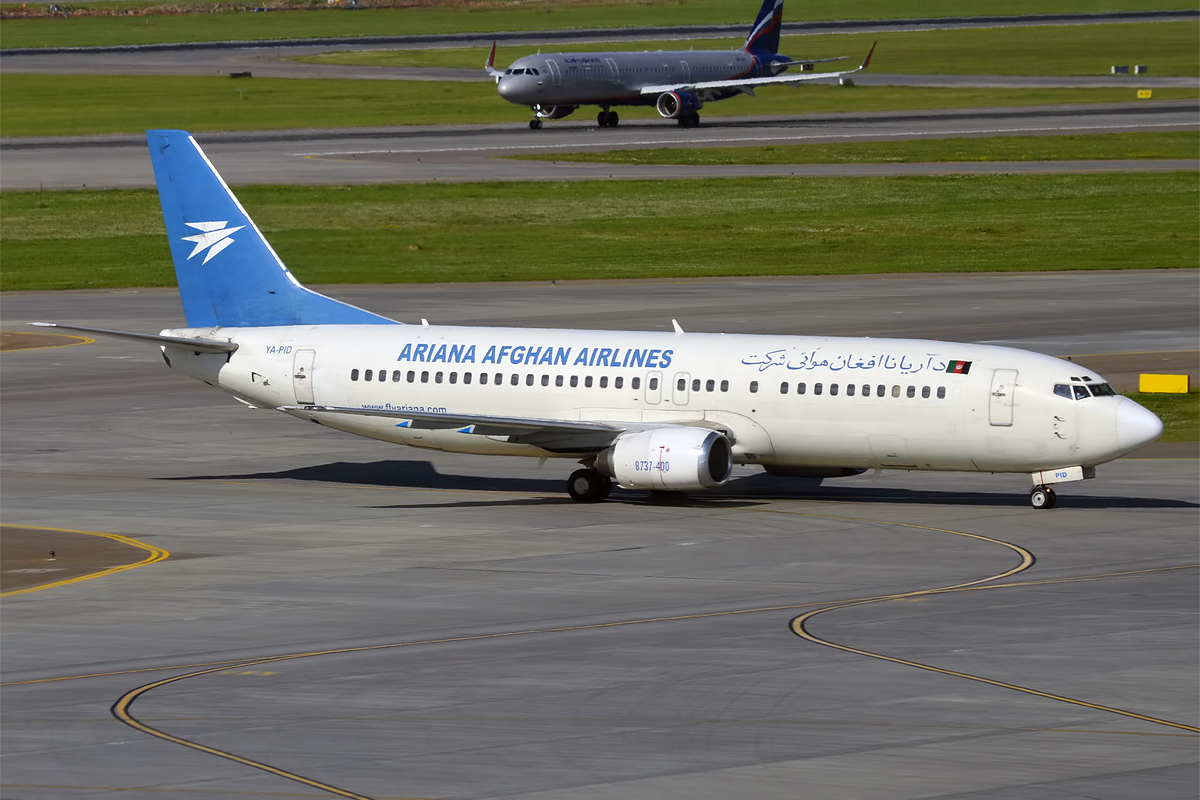
Boeing 737-470

Ariana Afghan Airlines (Code AITA : FG ; code OACI : AFG ; Hub : Kaboul), également connu simplement comme Ariana, est la plus grande compagnie aérienne d'Afghanistan et sert de transporteur national du pays.
La compagnie aérienne a sa base principale à l'aéroport international de Kaboul, d'où elle opère au niveau national, et fournit également des liaisons internationales qui relient l'Afghanistan à l'Inde, la Russie, l'Arabie saoudite, la Turquie et les Émirats arabes unis.
Ariana Afghan Airlines figure sur la liste des transporteurs aériens interdits dans l'Union européenne depuis octobre 2006 .
Le constructeur américain Boeing a rendu public le 2 novembre 2005 qu'il va permettre de renouveler entièrement la flotte d'Ariana Afghan Airlines. Après plusieurs années de guerre, la compagnie afghane a perdu la majeure partie de ses avions. Depuis 2001, elle a restructuré son opérationnel autour de plusieurs appareils lui appartenant, loués et même offerts.
Le contrat signé va lui permettre de standardiser et rajeunir son parc aérien autour de deux Boeing 757-200 loués par la filiale de location de Boeing dès la fin du mois, mais également par l'achat direct de quatre Boeing 737-700 livrables en 2009. Ces derniers seront pourvus d'ailettes marginales profilées.

## Destinations

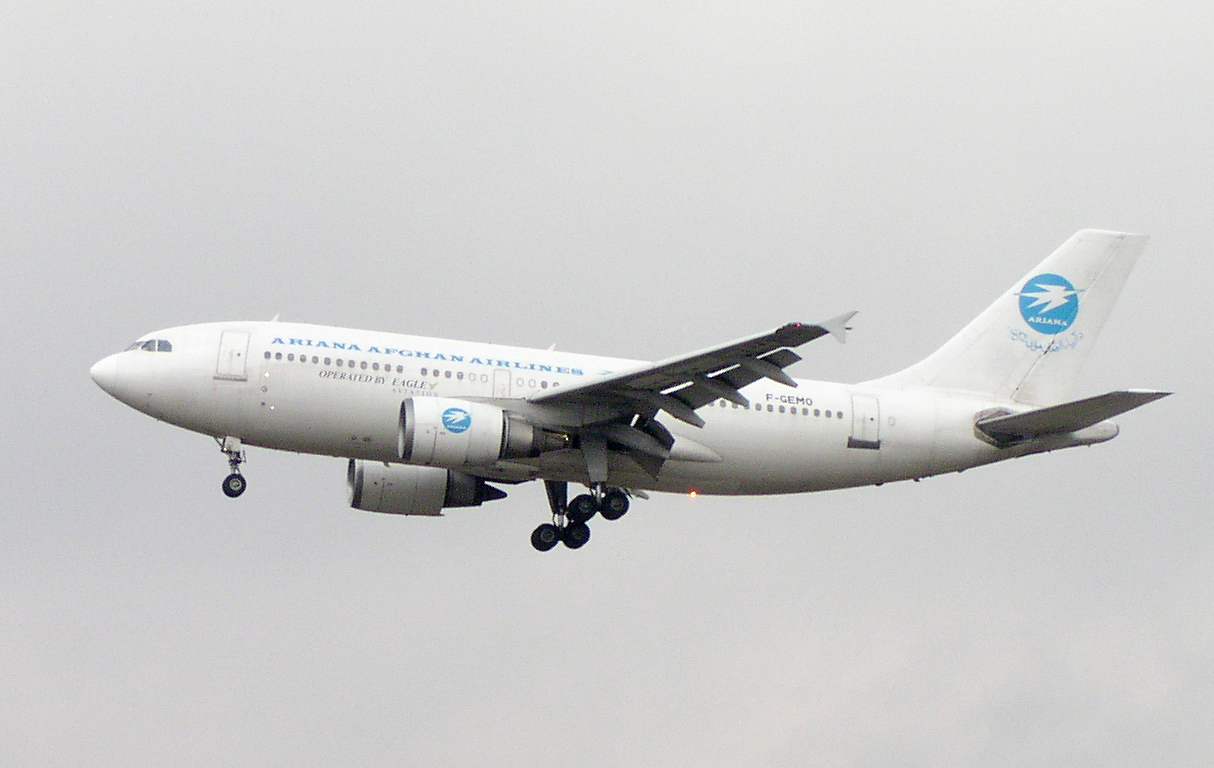
Ariana Afghan Airlines A310 F-GEMO atterrissant à Francfort, Allemagne.

Destinations domestiques :
- Mazar-e-Charif
- Hérat
- Kandahar
- Kaboul

Vols internationaux :
- Bakou,  Azerbaïdjan
- Ürümqi,  Chine
- Francfort,  Allemagne
- Delhi  Inde
- Téhéran, Mashhad  Iran
- Koweït,  Koweït
- Douchanbé,  Tadjikistan
- Islamabad,  Pakistan
- Moscou,  Russie
- Jeddah, Riyad  Arabie saoudite
- Ankara, Istanbul,  Turquie
- Dubaï, Charjah,  Émirats arabes unis

## Flotte
Au 13 juin 2025, les appareils suivants sont en service au sein de la flotte d'Ariana Afghan Airlines:
| Avion           | En service | Commandes | Passagers | Passagers | Passagers | Remarques            |  |
| Avion           | En service | Commandes | C         | Y         | Total     | Remarques            |  |
| --------------- | ---------- | --------- | --------- | --------- | --------- | -------------------- |  |
| Airbus A310-300 | 3          | —         |           | 237       | 237       | YA-CAV YA-FGF YA-FGG |  |
| Boeing 737-400  | 1          | —         | 8         | 134       | 142       | YA-PIC               |  |
| Boeing 737-500  | 1          | —         | Inconnu   | Inconnu   | Inconnu   | YA-FGA               |  |
| Total           | 5          | —         |           |           |           |                      |  |

## Accidents et incidents
Les principaux accidents survenus impliquant des avions d'Ariana Afghan Airlines sont les suivants:
- Le 21 novembre 1959, un DC-4 opérant le vol 202 (en) de la compagnie s'écrase sur une colline d'Aramoun deux minutes après son décollage de l'aéroport international de Beyrouth, déclenchant un incendie dans la cabine. 24 des 27 occupants de l'appareil périssent au cours de celui-ci[4]. Les 3 survivants sont amenés à l’hôpital, où deux d'entre eux décèdent des suites de leurs blessures.
- Le 5 janvier 1969, un Boeing 727-100 opérant le vol 701 de la compagnie tente d'atterrir à l'aéroport de Londres-Gatwick alors qu'un brouillard épais et glacial règne autour de celui-ci. Dans son approche l'avion heurte une maison près de Horley, tuant 2 des 3 résidents de celle-ci (un bébé s'en tire avec de légères blessures). 48 des 64 occupants de l'appareil sont également morts dans l'impact[5].
- Le 19 novembre 1988, un An-26 de la compagnie est abattu par les forces aériennes pakistanaises au-dessus de Parachinar alors qu'il effectuait un vol intérieur entre l'aérodrôme de Khost et l'aéroport international de Kaboul. Les 30 occupants de l'appareil sont tous tués. Le ministère de la Défense pakistanais (en) annonce que l'avion a été abattu par des missiles sol-air après être entré dans l'espace aérien pakistanais sans s'identifier[6].
- Le 18 juin 1989, un autre An-26 de la compagnie s'écrase sur une colline alors qu'il tentait d’atterrir en urgence à l'aéroport (en) de Zabol en Iran après qu'une porte se soit ouverte en plein vol. 6 des 35 passagers sont tués dans le crash de l'appareil, qui effectuait la liaison entre l'aéroport international de Kaboul et l'aérodrome de Zarandj. Les 4 membres de l'équipage survivent[7].
- Le 11 septembre 1995, un An-26B de la compagnie effectuant la liaison régulière entre l'aéroport international de Kaboul et l'aéroport de Jalalabad s'écrase à l'approche de celui-ci après une panne de carburant. 3 passagers sont tués. Les 43 autres occupants de l'appareil (37 passagers et 6 membres d'équipage) survivent au crash[8].
- Le 19 mars 1998, un Boeing 727-200 de la compagnie au départ de l'aéroport international de Charjah et à destination de celui de Kaboul, s'écrase sur une montagne à 823 mètres d'altitude alors qu'il approchait ce dernier, ne laissant aucun survivant parmi les 35 passagers et 10 membres d'équipage. La météo (pluie et neige), couplée à une visibilité délétère, semble être la raison de cette collision avec le sol en vol piloté[9],[10].